# Seret (dopływ Dniestru)
Seret (ukr. Серет) – rzeka na Ukrainie, lewy dopływ Dniestru.
Seret przepływa przez Tarnopol, Dolinę, Czortków. W dolnym biegu płynie głębokim jarem.

## Linki zewnętrzne

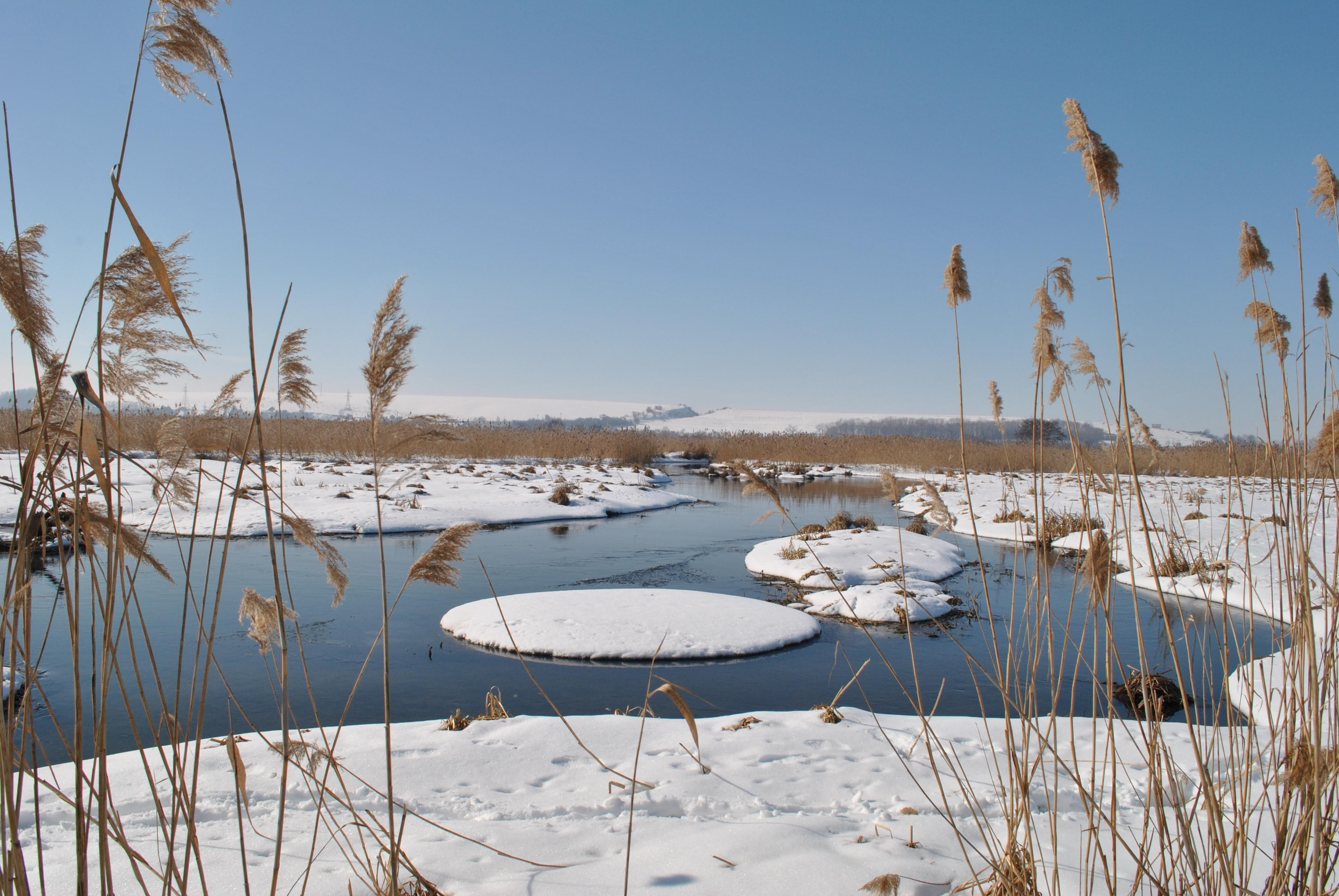
Seret koło Tarnopola